# Estadio El Mayayo
El estadio de fútbol El Mayayo, se encuentra en Sangonera la Verde en el municipio de Murcia en la Región de Murcia, España en el año 1975. En él se han disputado partidos de 2ªB y de Tercera división. Fue sede del extinto Sangonera Atlético, el cual consiguió que en el campo se jugaran partidos de 2.ªb, tras la venta del equipo local a Lorca pasó a jugar en el Campo el Costa Cálida que más tarde compraría la Universidad Católica de Murcia y volverían los partidos de 2.ªb en 2012 al adquirir una plaza en esa categoría.
Junto a él hay otro campo de fútbol de césped artificial y otro de tierra. En 2006 se anunció que se construiría el complejo deportivo del Real Murcia junto al estadio pero en 2012 se declinó.
En 2021 se empezó a reformar, y se dejó sin usar durante un tiempo, aunque a día de hoy sigue usándose.
- Datos: Q5847924